# Absidia rufotestacea
Absidia rufotestacea är en skalbaggsart som först beskrevs av Letzner 1845.  Absidia rufotestacea ingår i släktet Absidia, och familjen flugbaggar. Arten är reproducerande i Sverige.